# Darth Maul
Darth Maul és un personatge de ficció de l'univers de Star Wars. És un aprenent sith de Darth Sidious. Pertany a l'espècie dels Zabrak, del planeta Dathomir (a la línia Llegendes s'havia donat a entendre que procedia d'Iridonia), i té tot el cos tatuat i pintat de color roig, amb antics dissenys Sith. Una corona de deu banyes reposa al seu cap i té una mandíbula de dents esmolades.
Va matar el mestre Jedi Qui-Gon Jinn a Naboo i va ser donat per mort pel seu Padawan Obi-Wan Kenobi a qui es va tornar a enfrontar a Tatooine on aquest el va matar finalment.

## Biografia de ficció
Darth Sidious va segrestar-lo quan tenia només dos mesos de vida, i li digué que el trobà perdut en una nau accidentada. Com tots els coneixedors de la Força, fou entrenat en l'ús de l'espasa làser, tot i que no seguia l'estil tradicional de lluita dels Sith.
La seva missió més important fou capturar la Reina Padme Amidala i portar-la a Naboo per tal que firmés un tractat de la Confederació de Comerç.
A Tatooine, després d'una lluita amb Qui-Gon Jinn, no pogué interceptar la nau de la reina Amidala, i va alertar amb la seva aparició un nou brot del moviment Fosc o el renaixement dels Sith, considerats, segons la República Galàctica, extints, de la qual cosa fou informat detalladament per Qui-Gonn.
Fou a Naboo on hi hagué la lluita final contra Qui-Gonn i el seu padawan Obi-Wan Kenobi, els quals guanyaren Darth Maul, perdent la vida Qui-Gonn.
L'estil de lluita de Darth Maul és una variació del Makashi adaptat pel sabre làser de doble fulla, es basa en la defensa amb un extrem del sabre làser i l'atac amb l'altre. Funciona a la perfecció; no obstant això, per combatre amb alguna possibilitat de victòria ha de ser com a mínim un dos contra un, és a dir, se centrava més en l'ús de la força que en l'estil de lluita del sabre làser. Per això, quan aquest es quedà sol amb Obi-Wan, no el pogué contenir i Darth Maul caigué mort.
Darth Maul és considerat com un duelista Sith, que és l'equivalent d'un Mestre d'Armes Jedi. Per això, Maul s'ha convertit en un dels Sith més poderosos de la història i fa ús de la seva tècnica per aconseguir més força, fermesa i agilitat.